# Ludvig Pitscher
Ludvig Christlieb Pitscher, född 1750, var en svensk tonsättare och cellist.

## Biografi
Ludvig Pitscher var 1761 elev hos Johann Gottlieb Naumann, då han besökte Italien. Han har varit kammarmusiker hos prins Henrik av Preussen. Pitscher gav sin första konsert i Stockholm 13 februari 1785. Han anställdes 1785 som cellist vid Kungliga Hovkapellet i Stockholm och slutade där på 1790-talet.
Från 1787 verkade han som lärare i violoncell vid den av abbé Vogler bildade musikskolan.
Pitscher kvitterade ut sin sista lön 1793 varefter han lämnade landet med sina två söner utan vedertagen uppsägning.
Pitscher var gift med Anna Elisa Crompats. De fick tillsammans sonen Wilhelm Christlieb (född 1786).

## Verk
- Variationer för cello och orkester. Uppförd mars 1786.[3]